# Pawian gwinejski
Pawian gwinejski, pawian senegalski (Papio papio) – gatunek ssaka naczelnego z podrodziny koczkodanów (Cercopithecinae) w obrębie rodziny koczkodanowatych (Cercopithecidae), najmniejszy z pawianów. Występuje w skrajnej zachodniej Afryce. Jest bliski zagrożenia wyginięciem.

## Taksonomia
Gatunek po raz pierwszy zgodnie z zasadami nazewnictwa binominalnego opisał w 1820 roku francuski zoolog Anselme Gaëtan Desmarest, nadając mu nazwę Cynocephalus papio. Miejsce typowe to wybrzeże Gwinei.
Wzdłuż wschodnich granic zasięgu występowania P. papio może krzyżować się z większymi od siebie P. anubis, ale brakuje wiarygodnych informacji na temat dokładnego położenia granic rozmieszczenia geograficznego tych gatunków i możliwych interakcji.
Autorzy Illustrated Checklist of the Mammals of the World uznają ten takson za gatunek monotypowy.

### Etymologia
- Papio: fr. papión „pawian”, od hiszp. papion „pawian”; nazwa w nowoczesnej łacinie została zaadaptowana przez Buffona[11].

## Zasięg występowania
Pawian gwinejski występuje w południowej Mauretanii, Senegalu, Gambii, Gwinei Bissau, zachodnim Mali, zachodniej Gwinei i północno-zachodnim Sierra Leone; wystąpienie w zachodniej Liberii jest wysoce nieprawdopodobne. Północna granica zasięgu (w Mali i Mauretanii) nie jest do końca znana.

## Morfologia
Długość ciała (bez ogona) samic 35–69 cm, samców 43–86 cm, długość ogona samic 43–56 cm, samców 55–70 cm; masa ciała samic 10–14 kg, samców 17–26 kg. Pokryte rudobrązowym włosem; część twarzowa czarna. Kark i łopatki u samca pokryte długim włosem, tworzą jaśniejszy kaptur. Ogon noszony łukowato; u samic w okresie rui obrzmiewa okolica odbytu i narządów płciowych.

## Ekologia
Zamieszkuje lasy suche i galeriowe jak również sawannę.

## Status zagrożenia
W Czerwonej księdze gatunków zagrożonych Międzynarodowej Unii Ochrony Przyrody i Jej Zasobów został zaliczony do kategorii NT (ang. near threatened ‘bliski zagrożenia’).